# St. Christophorus (Tiefurt)

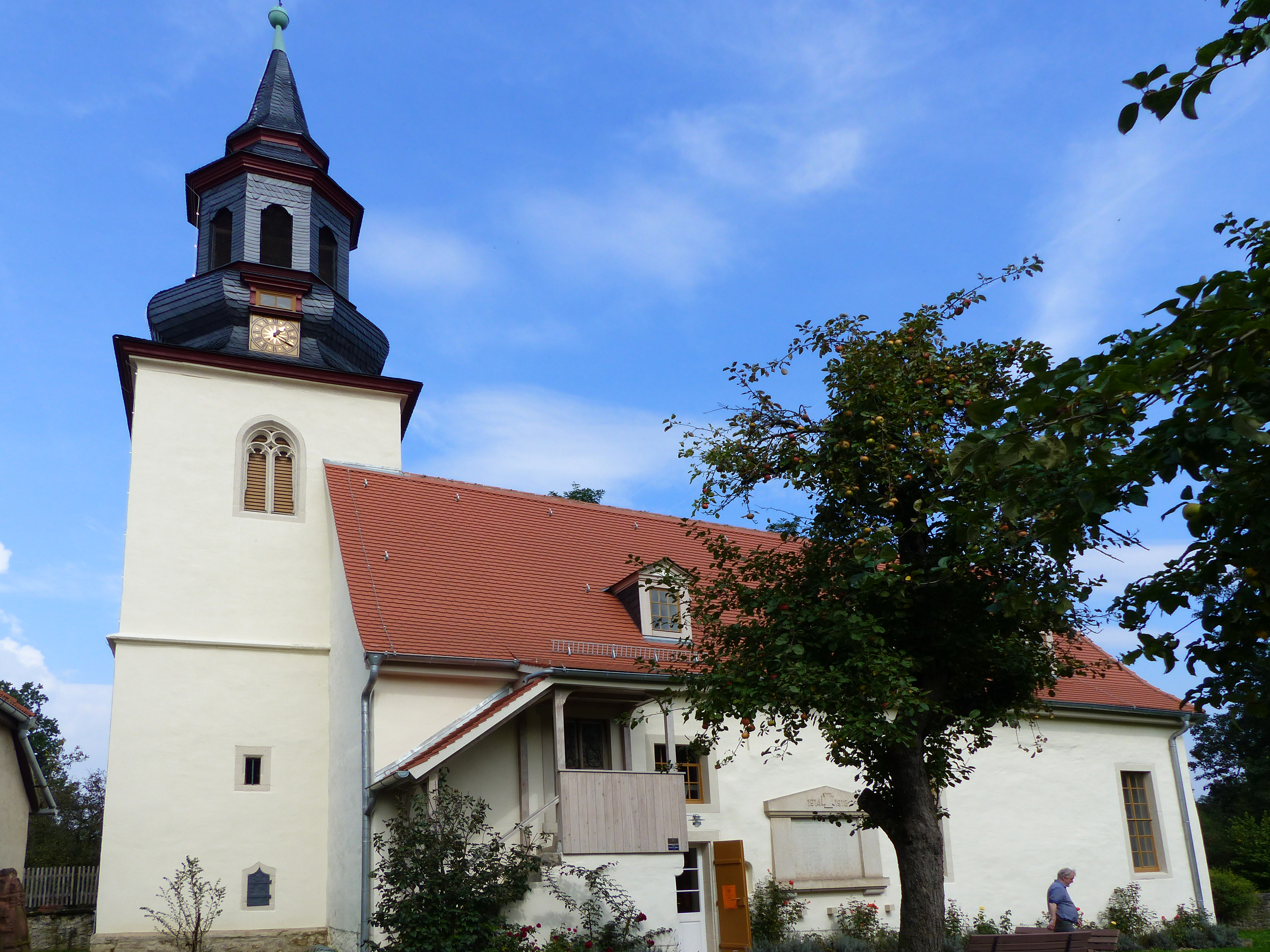
Kirche in Tiefurt

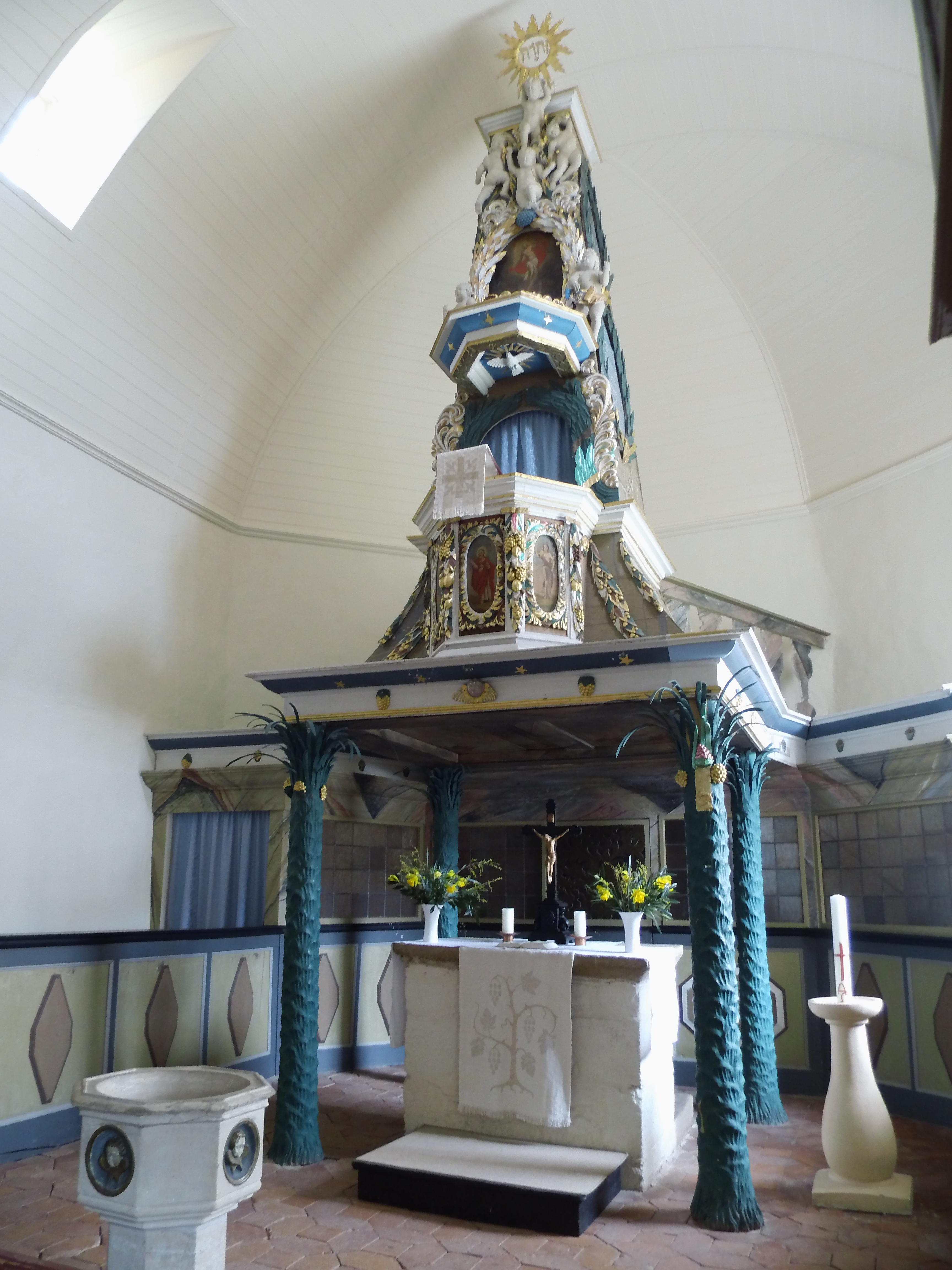
Der Altar mit barockem Baldachin und vier Palmenstämmen, darüber die Pyramidenkanzel; vorne links der Taufstein

Die evangelisch-lutherische Kirche St. Christophorus steht im Stadtteil Tiefurt der Stadt Weimar in Thüringen. Sie gehört zur Kirchengemeinde Weimar im Kirchenkreis Weimar der Evangelischen Kirche in Mitteldeutschland und ist geschichtlich eng verbunden mit dem Schloss Tiefurt.

## Geschichte und Ausstattung
Wohl um 1200 wurde die nach dem Sonnenaufgang des Ritterheiligen St. Georg geostete Kirche in romanischen Proportionen angelegt. Vermutlich hat es zuvor an diesem Ort schon einen Sakralbau gegeben. Aus dem 13. Jahrhundert stammen noch die Außenmauern und der steinerne Altartisch mit seiner Bodenplatte, in der fünf Weihekreuze aus vorreformatorischer Zeit erhalten sind.
Der archaisch wirkende Altar steht unter einem barocken Baldachin mit vier Palmenstämmen. Über der Pyramidenkanzel ist das Symbol des Dreieinigen Gottes – der Trinität – zu sehen. Den Kanzelkorb schmücken die Bildnisse von Moses, Johannes dem Täufer sowie der lehrende Christus als Mittler der Heiligen Schrift.
Um 1500 wurde Tiefurt Witwengut der Weimarer Herzöge. Danach richtete sich auch die Kirche mit den mittelalterlichen Chorraum, der Altarmensa und den Schnitzfiguren des Retbelaltars. Er wurde noch nach 1900 erwähnt. Während des Dreißigjährigen Kriegs wurden das ursprüngliche Interieur, Fenster und Dach zerstört.
Nach 1700 erfolgte der Innenausbau als Kopie des Weimarer Schlosses. Himmelsburg und Beichtumgang und Pyramidenaltar sowie die Apostelgalerie auf den Emporen nach Jacques Callot besagen viel. Der Turm erhielt 1740 eine neue Haube mit Schlaguhr und zwei Glocken. 1776 wurde das Gotteshaus Sekundogeniturresidenzkirche des Prinzen, später Sommerresidenz.
Die Emporenbrüstung im Kirchenschiff trägt Bildnisse von Christus und den zwölf Aposteln.
Weitere Besonderheiten sind der achsversetzte Turm mit Turmkapelle und Maßwerkfenstern und die Kanzeluhr.
Mit der von Horst Jährling geleiteten Renovierung von 1980 bis 1982 wurde das barocke Dekor so originalgetreu wie möglich wiederhergestellt. 1981 wurde die Kirche zur Christophorus-Kirche gewidmet. Wegen Einsturzgefahr des Daches wurde sie im Jahr 2010 gesperrt.
2011 folgte die denkmalgerechte Dacherneuerung mit Lärchenholz, Gauben und Ziegeldach. Eine Elektroanlage wurde eingebaut und Bankheizung installiert. Das Haus wurde innen und außen gestrichen. In der Zukunft sollen die Türen restauriert werden.

## Bilder

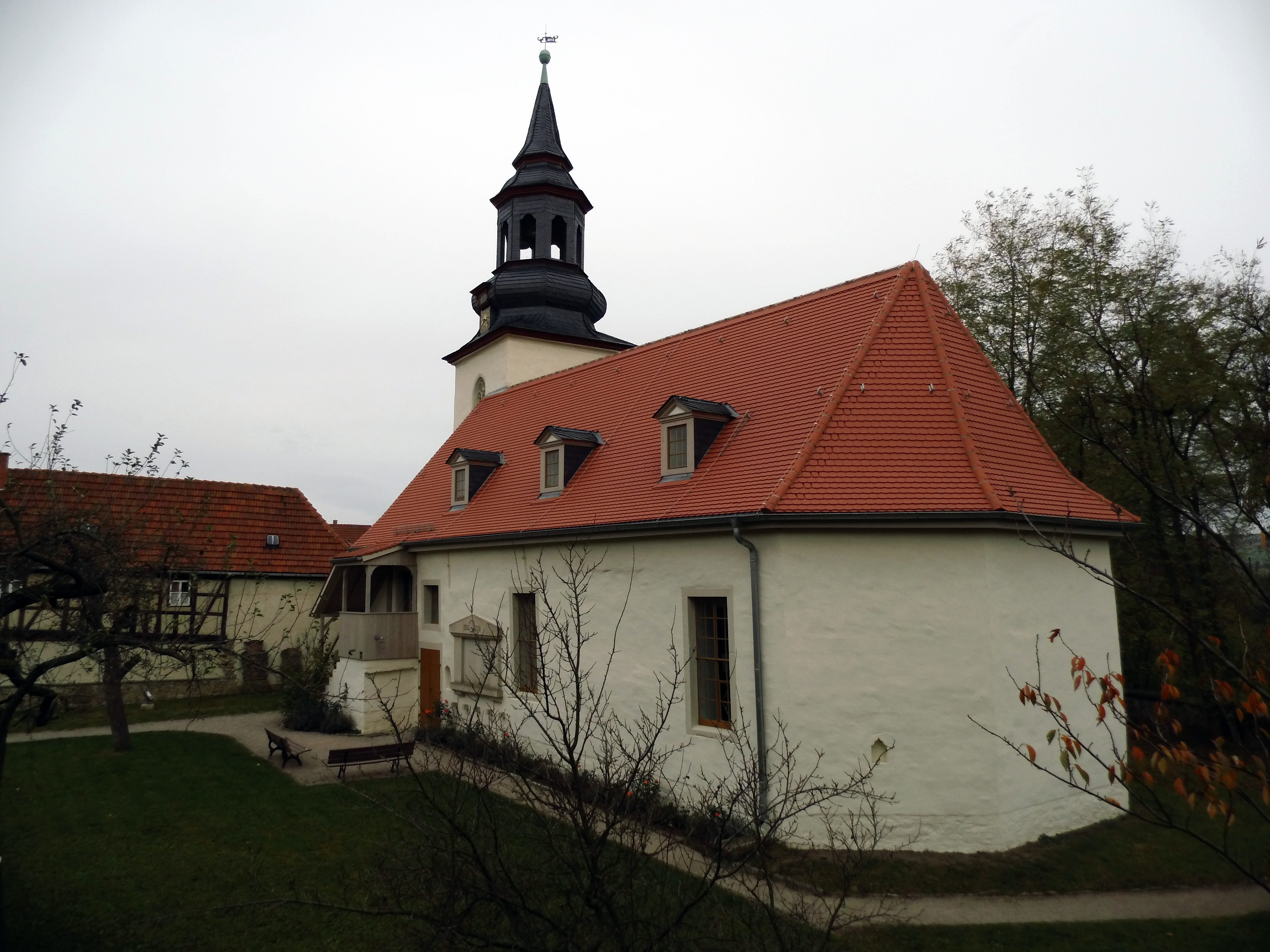
Blick aus Richtung Kammergut
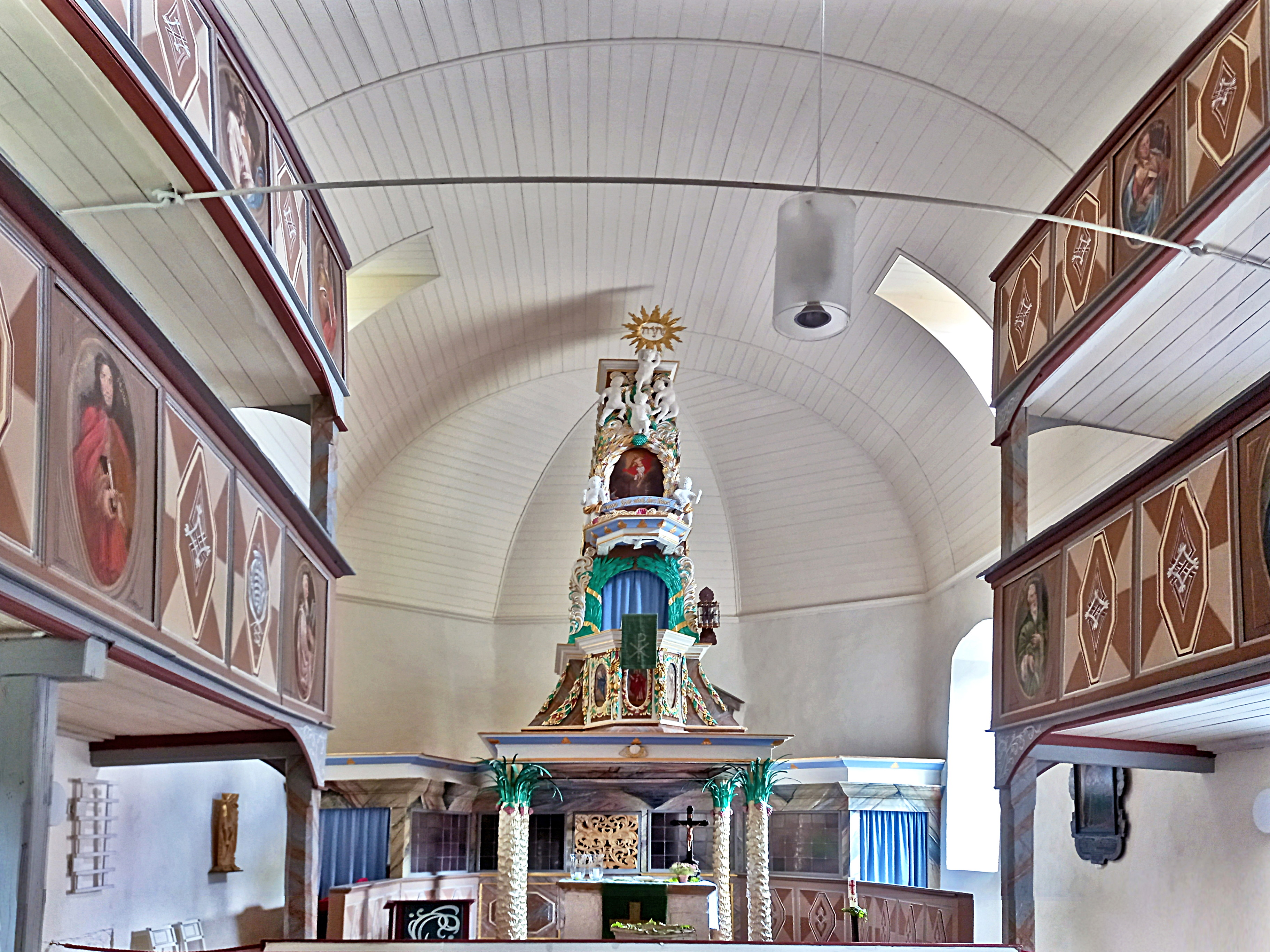
Innenraum der Kirche
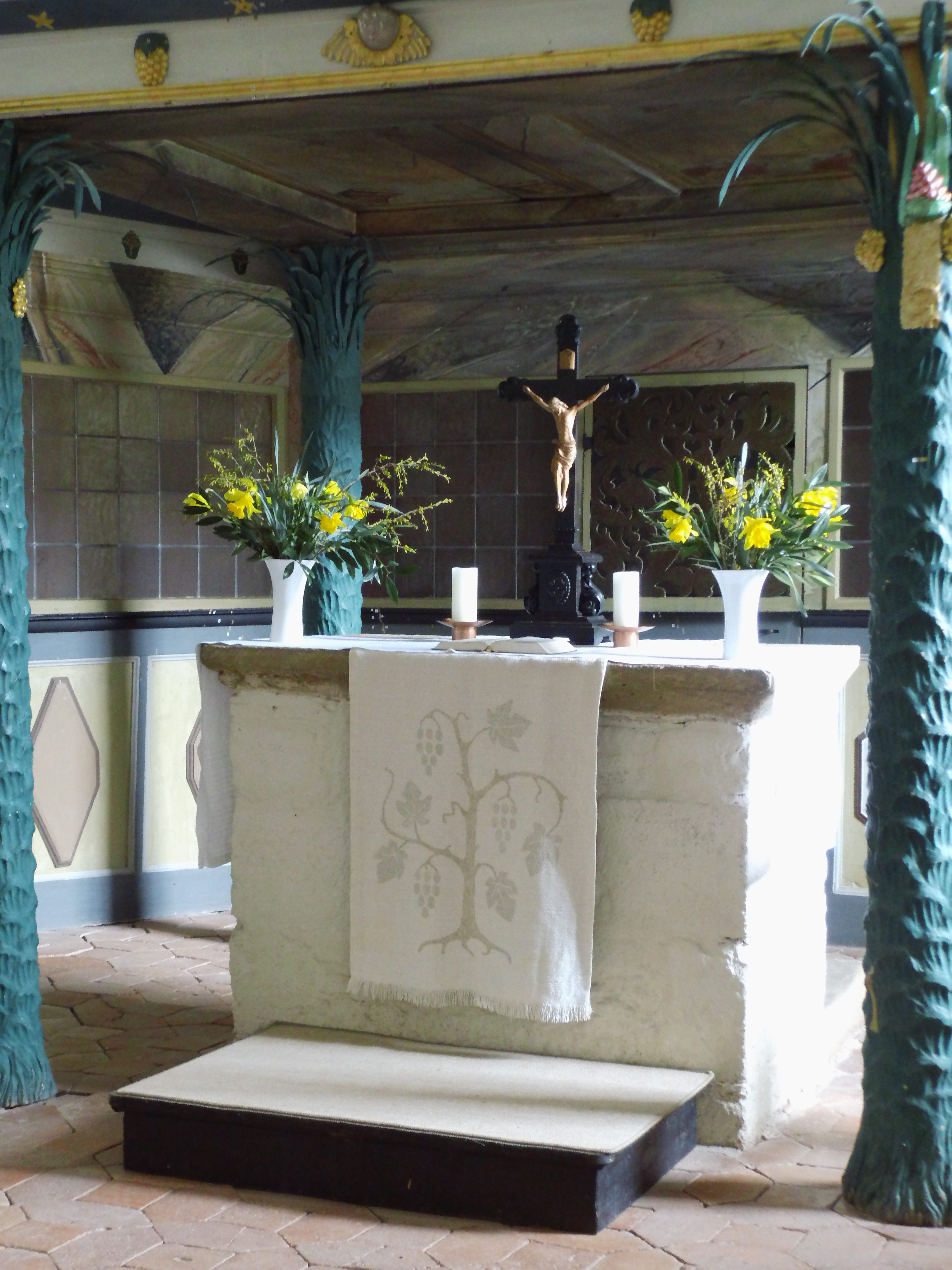
Altar der Kirche Tiefurt
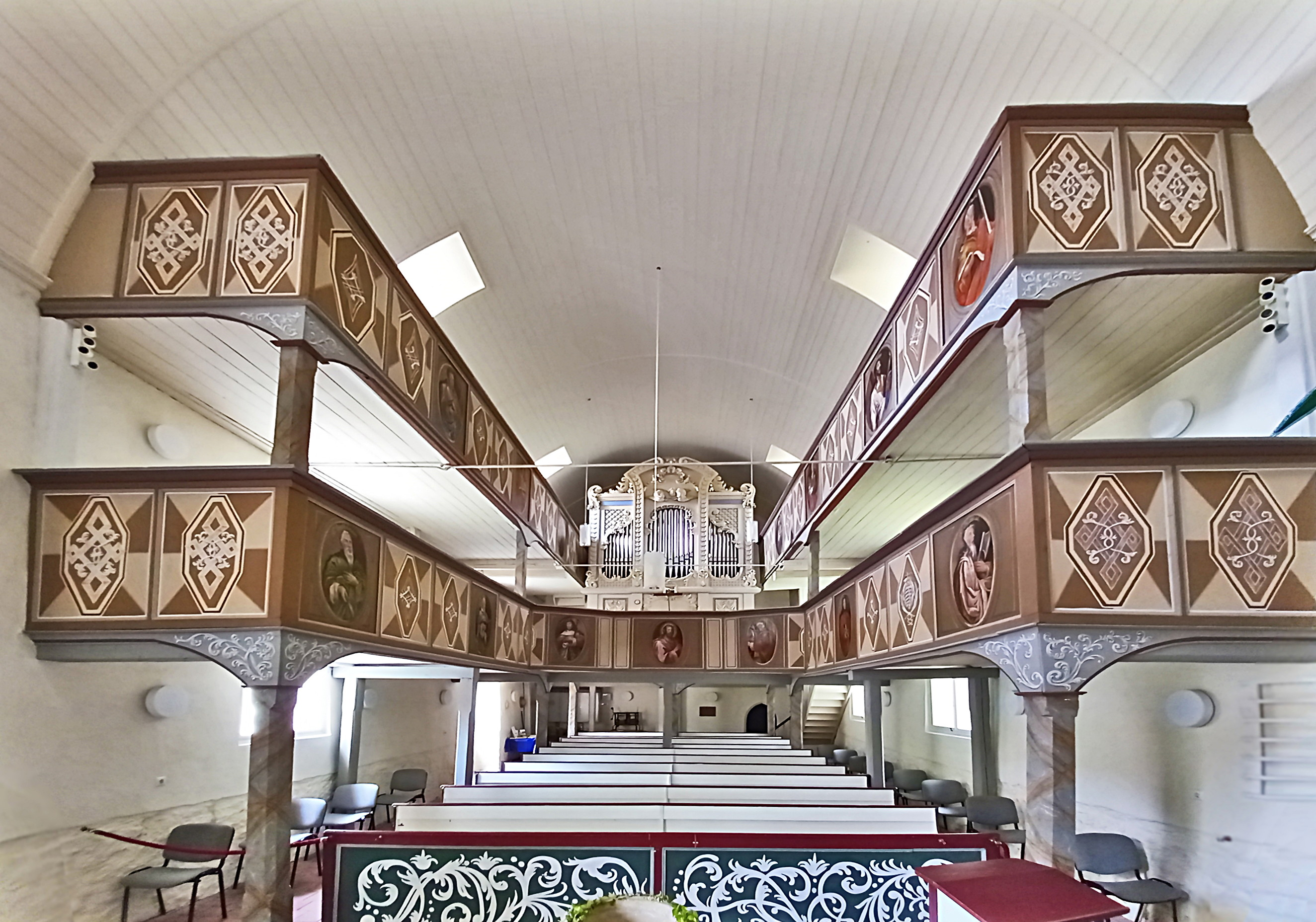
Blick zur Orgel
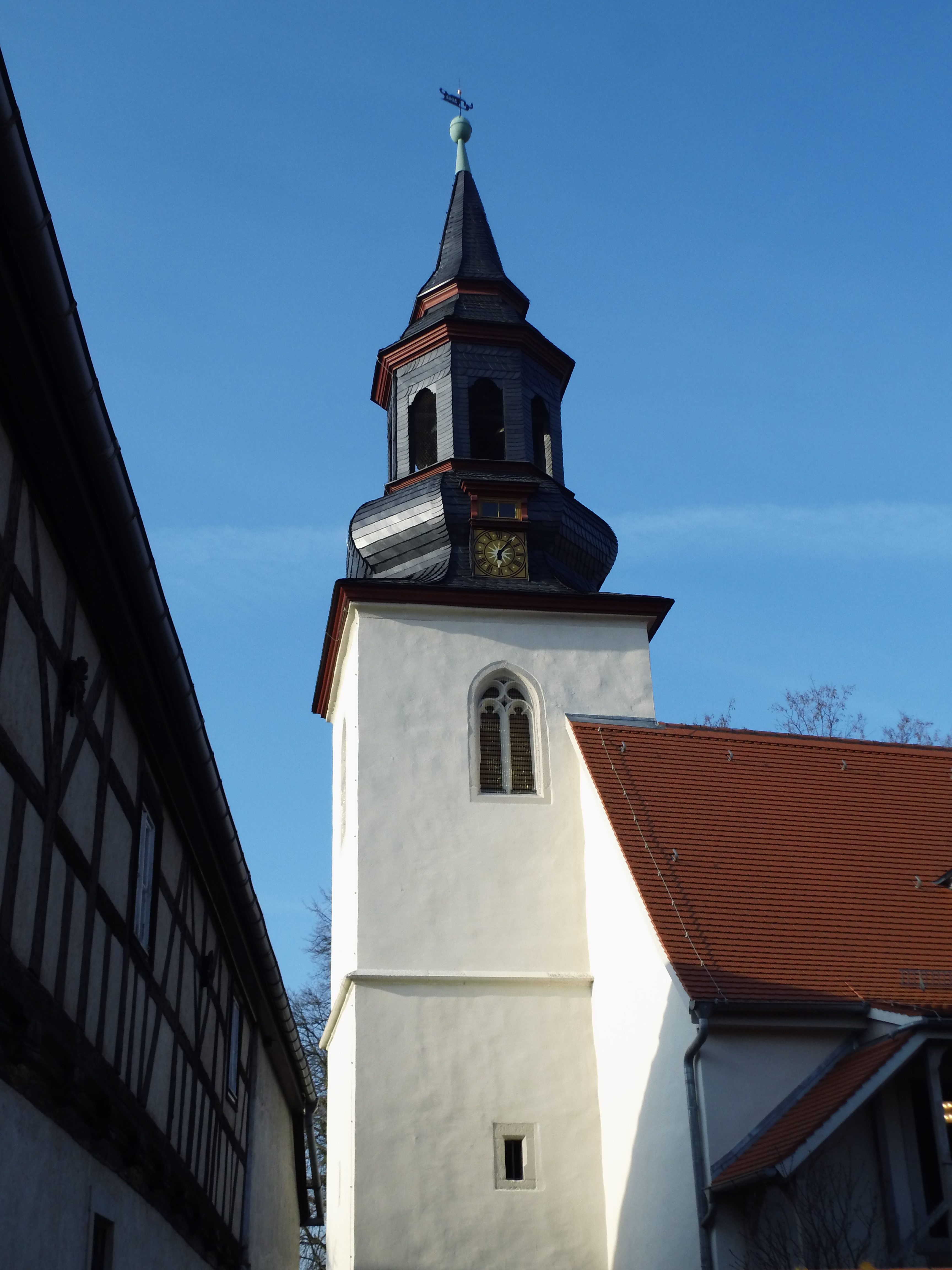
Kirchturm vom Orts-Eingang des Gottesackers
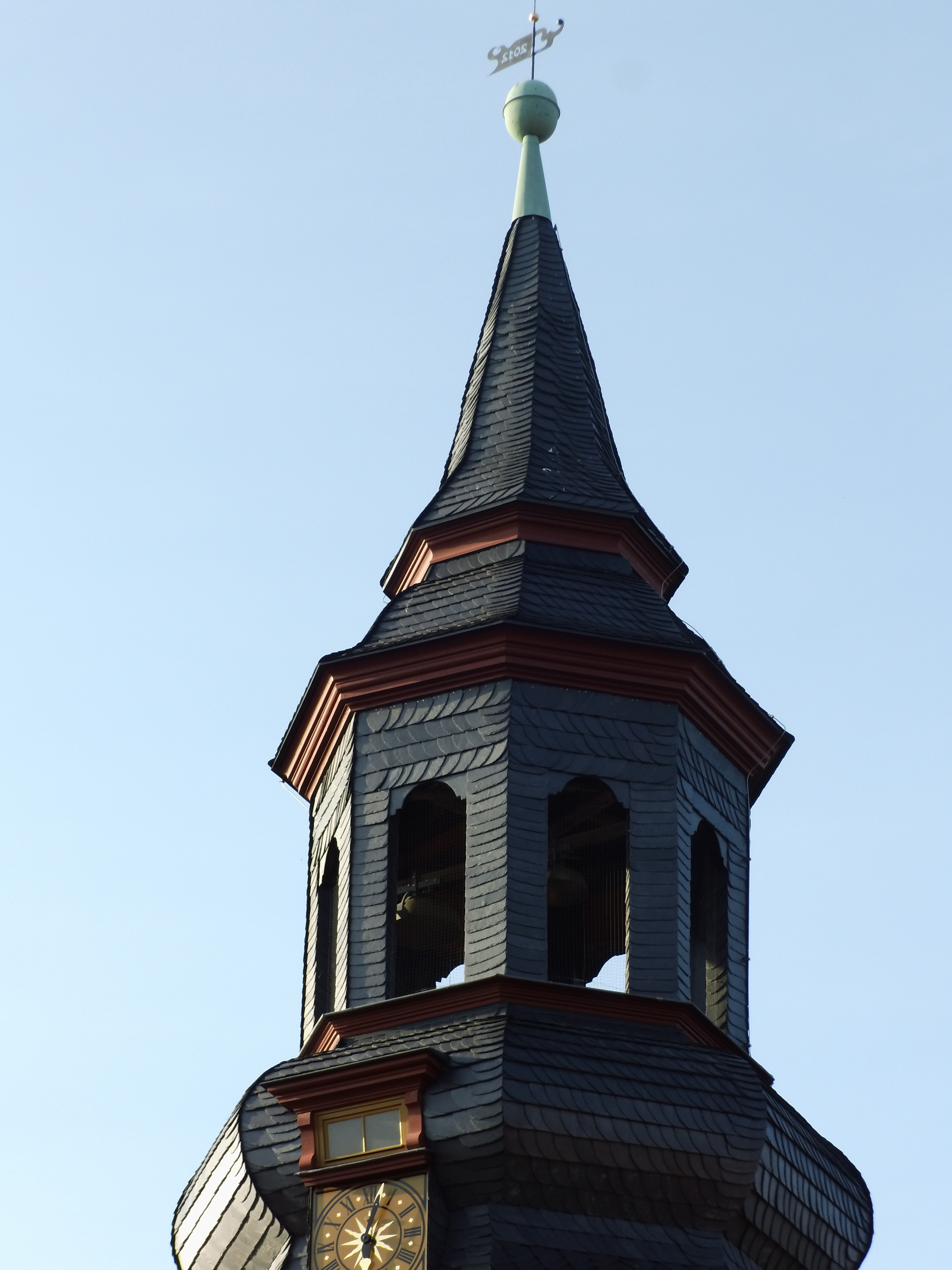
Kirchturm-Kuppe mit Turmuhr
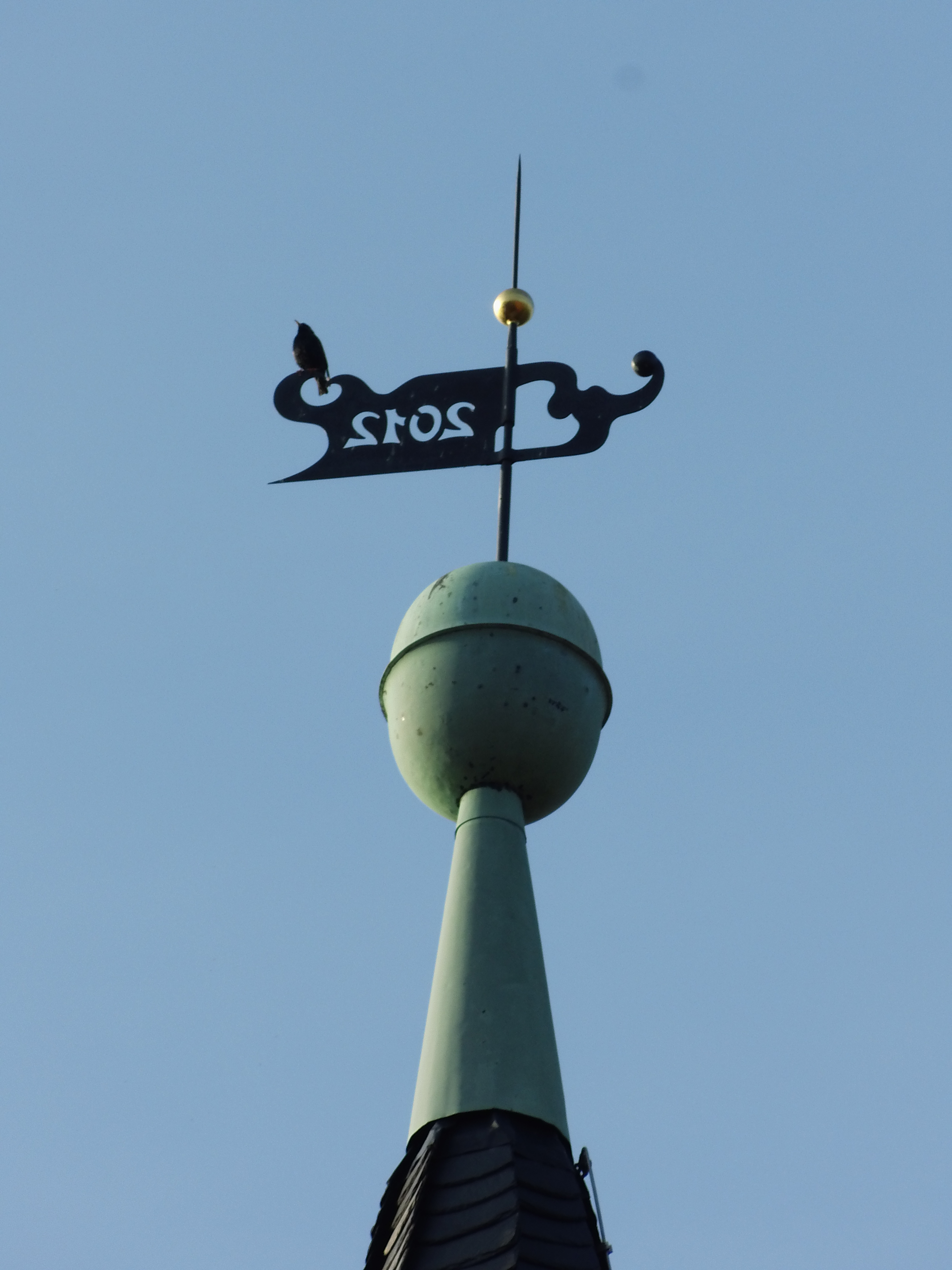
Turmknauf und Wetterfahne (erneuert 2012) mit Kurzzeit-Besucher
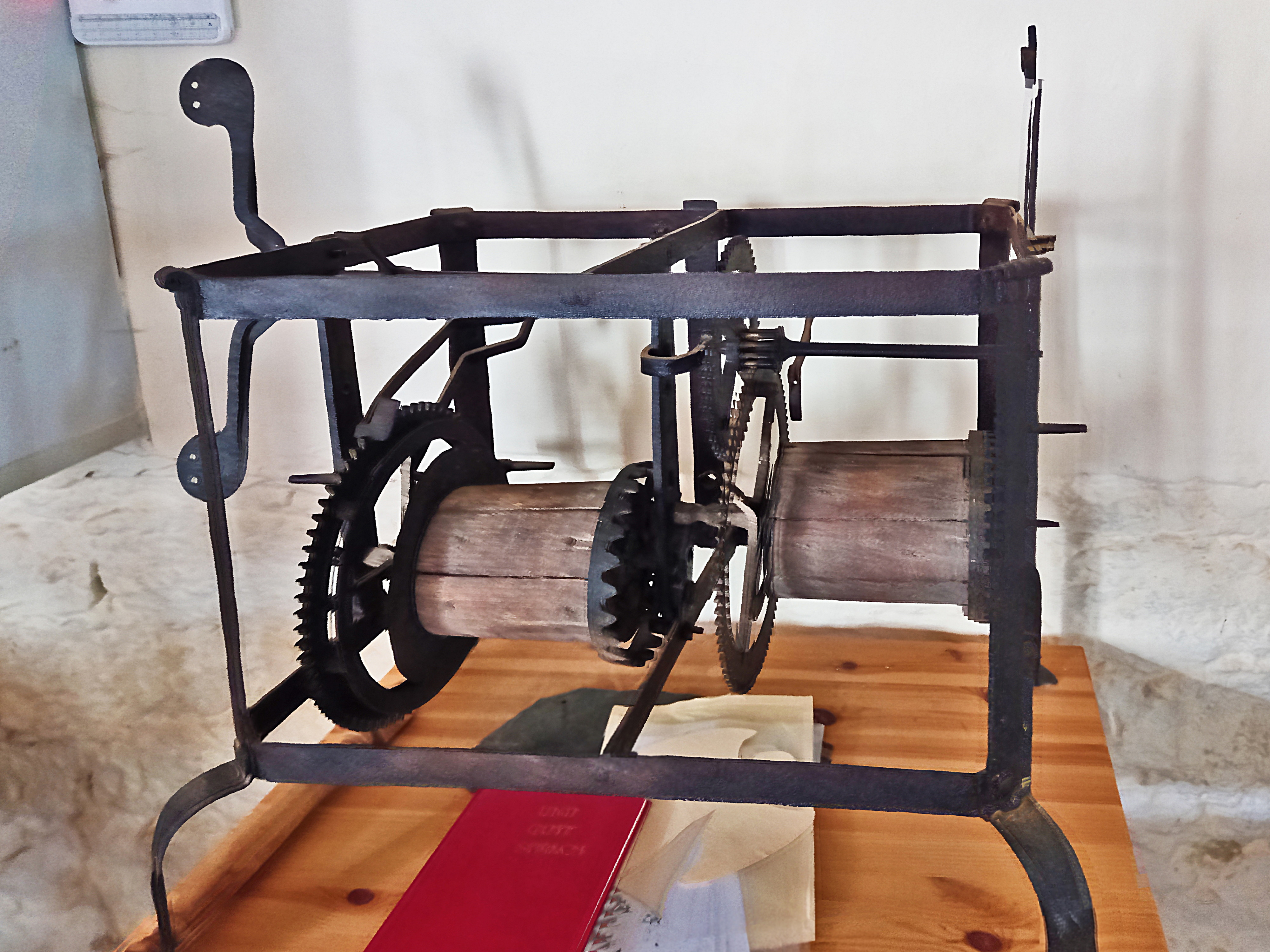
Historisches Turmuhrwerk

## Orgel
Im Jahr 1740 bekam das Kirchenschiff eine kleine Orgel. 1909 wurde eine pneumatische Orgel angeschafft, 17 Register verteilen sich auf zwei Manuale und das Pedal.
Alexander Wilhelm Gottschalg wirkte dort von 1847 bis 1870 als Kantor, wie eine Gedenktafel in der Kirche bezeugt. Franz Liszt, Johann Wolfgang Goethe und zahlreiche andere Musikliebhaber zog es auch wegen der Orgel immer wieder dorthin.
Die Holztonne erhielt durch die Baumaßnahmen im Jahr 2011 eine hervorragend gute Akustik.
| Bild | Orgelbauer                                | Jahr      | Manuale | Register | Bemerkungen                              |
| ---- | ----------------------------------------- | --------- | ------- | -------- | ---------------------------------------- |
|      | Emil Heerwagen/Friedrich Wilhelm Böttcher | 1908/1909 | II/P    | 16       | von Heerwagen stammen 10 Registerstimmen |

## Glocken
Zur Kirche gehören folgende zwei Bronzeglocken:
| Foto | Gießer / Gießort                            | Jahr | Ø (mm) | Gewicht (kg) | Nominal | Glockenzier und Inschriften | Glockengeschichte |
| ---- | ------------------------------------------- | ---- | ------ | ------------ | ------- | --- | --- |
|      | Ulrich (Glockengießerfamilie) (Apolda)      | 1881 | 708    | 210          | cis2    | Hals Fries aus stehenden Akanthusblättern Schulter gedrehter Bänderfries /EHRE SEI GOTT IN DER HÖHE!/ Fries aus großen Blumenbögen mit Engelsköpfen Flanke /E. KOHLSCHMIDT IN DENSTEDT PFARRVIKAR//A. SCHWARZ, KANTOR, L. WAGNER, BUERGERMEISTER//L. BRUEHL. KIRCHENVORSTEHER//O. GRANESS, VORSITZENDER//A. BADER, I. GROBE, B. MENGE//K. LUDWIG, W. WURZBACH//G[E]M[EI]NDEMITGLIEDER/ Flanke (andere Seite) /GUSS VON GEBRÜDER[N] ULRICH IN APOLDA 1881/ Wolm hängender Blätterfries zwischen zwei flachen Reifen Schlag /DIE ERNEUERUNG DIESER GLOCKE IST EINE STIFTUNG DER FRAU GROßHERZOGIN GROßFUERSTIN MARIA PAULOWNA./ ein runder Reifen | 1749 Bronzeglocke Johann Christoph Rose (Apolda); 1857 Bronzeglocke Gebrüder Ulrich (Apolda) |
|      | A. Bachert Glockengießerei GmbH (Karlsruhe) | 2002 | 630    | 184          | dis2    | Schulter zwei runde Reifen Flanke /GIB FRIEDEN Relief einer Jakobsmuschel/HERR/ Flanke (andere Seite) Christopherus und Kirchenumriss als Ritzung Gießerzeichen Wolm zwischen zwei Reifen /1749 1857 1917 ✠ 1945 ✠ 2002/ | 1603 Bronzeglocke Melchior Möring[k] (Erfurt); 1884/ 81 Bronzeglocke Franz Schilling als C.F. Ulrich (Apolda); Verlust im Weltkrieg; 1909 Bronzeglocke Franz Schilling (Apolda) Nr. 5021; Verkauf, weil nicht funktionstüchtig |